# Lideta Nyala
Lideta Nyala is een Ethiopische voetbalclub uit de stad Nyala. Lideta Nyala komt uit in de Premier League, de hoogste voetbalcompetitie van Ethiopië.